# 程璋
程璋（1869年—1938年），原名德璋，号瑶笙，男，安徽休宁人，中国画家，海派中“海上二笙”之一。代表作有《九秋九虫图》《双猫窥鱼图》等。有《程瑶笙画册》传世。